# Чжэн Пэн
Чжэн Пэн (кит. 郑鹏; род. 21 октября 1992 года, Путянь, Китай) — китайский спортсмен-паралимпиец, соревнующийся в лыжных гонках. Дважды чемпион зимних Паралимпийских игр 2022 года в Пекине.

## Биография
На зимних Паралимпийских играх 2022 в Пекине 6 марта Чжэн Пэн с результатом 43:09.2 завоевал золотую медаль в лыжных гонках на дистанции 18 км среди спортсменов, соревнующихся сидя. Второе место занял его соотечественник Мао Чжунъу, третье — канадец Коллин Кэмерон. 9 марта одержал победу в спринте, второе и третье место вновь заняли Мао и Кэмерон. 12 марта занял второе место на дистанции 10 км. 13 марта команда Китая (Чжэн Пэн, Шань Илинь, Ван Чэнъян, Цай Цзяюнь) с результатом 26:25.3 заняла второе место в смешанной эстафете 4×2,5 км, уступив американским спортсменам.